# RANTEC

2017年シーズンより横浜スタジアム電光掲示板に看板を掲げる

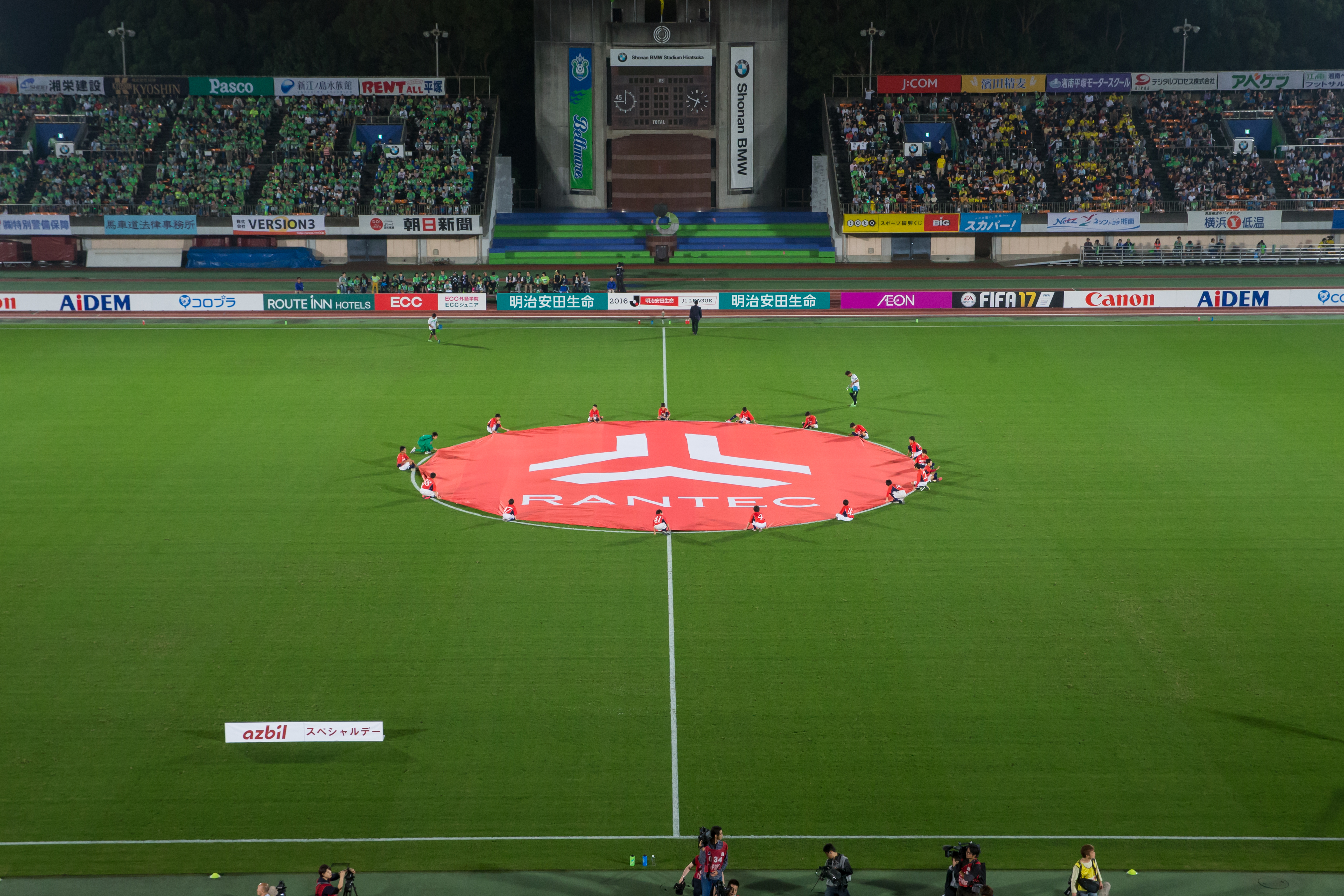
湘南BMWスタジアム平塚にてセンターサークルに広告を掲示し湘南ベルマーレを応援

株式会社ランテックは、神奈川県茅ヶ崎市小桜町に本社を置く躯体工事の専門会社。首都圏一円にて学校や病院などの社会インフラや集合住宅などの建築工事（鉄筋）を手かげている。

## 沿革
- 1988年　神奈川県茅ヶ崎市下寺尾地区にて鉄筋工事業を開始
- 1995年　神奈川県茅ヶ崎市赤羽根に湘南工場を稼動
- 2010年　湘南ベルマーレのオフィシャルパートナーとなる
- 2011年　湘南ベルマーレの協賛の一環で茅ヶ崎市においてサッカースクール「湘南小僧」を開始
- 2015年　神奈川県茅ヶ崎市小桜町に本社移転
- 2016年　東京支店を開設（東京都港区芝浦4-9-25 芝浦スクエアビル18F）
- 2016年　京浜工場を開設（神奈川県川崎市川崎区水江町4-11）

## 会社理念
全社員が誇りと生きがいを持てる企業を目指し、全社員の幸せを追求します。私たちはどんな困難な事にも挑戦し、
顧客の最大満足を満たすことはもちろんの事、自己の心を磨き上げ、広く社会に貢献できる人材が育つ職場を作り上げます。
私たちはRANTEC社員である事の誇りを胸に、顧客・社会・家族に感謝忘れず、全ての人々に感動が与えられる集団であり続ける事に最大限の努力をします。
とHPに明記されている。

## 事業所
本社-神奈川県茅ヶ崎市小桜町3-25
支店-東京支店(東京都港区芝浦4-9-25 芝浦スクエアビル18F),東北営業所(宮城県仙台市青葉区国分町1-6-18 東北王子不動産ビル3F)
工場-湘南工場(神奈川県茅ヶ崎市赤羽根4015-1),京浜工場(神奈川県川崎市川崎区水江町4-11（小野建川崎C内）)

## 概要
- 建築物の基礎となる鉄筋工事を専門に鉄筋の加工、施工を行っている。
- 鉄筋加工、鉄筋工事のほかに施工図の作成や、鉄筋の販売、建築・リフォームも手がけている。

## 主な建築物
- 防衛大学理工学館A棟新築工事 - 2017年3月
- 鬼高PA休憩施設新築工事 - 2017年3月
- 皇宮警察本部大手待機所 - 2016年
- 箱根小涌園新ホテル新築工事 - 2016年
- JR茅ケ崎駅の駅ビル「茅ヶ崎ラスカ」 - 2015年
- 茅ヶ崎市役所 - 2015年
- プレシス新宿御苑Ⅱ新築工事 - 2015年
- 日本大学目黒学生寮 - 2015年
- 国際法務総合センター - 2015年
- 中央区立豊海小学校及び中央区立豊海幼稚園改築工事 - 2015年
- 湘南医療大学 - 2014年
- 新城高校本館他新築工事 - 2014年
- 東京大学総合研究棟 - 2013年
- 湘南医療大学新築工事 - 2013年
- 日大藤沢小学校新築工事 - 2013年
- 湘南看護専門学校新築工事 - 2012年
- ふじみ衛生組合新ごみ処理施設建設工事 - 2011年
- 東京消防庁金町消防署庁舎新築工事 - 2011年　　　　　他

## スポンサー活動
- 湘南ベルマーレに対し積極的に協賛を行っている。
- 湘南ベルマーレのジュニアユースクラスの暴れん坊基金に対しても協賛を行っている。
- 岡田サントスジオゴが所属していた群馬県を本拠地としたデルミリオーレクラウド群馬に対しても協賛を行う。
- 2013年から湘南国際マラソンのオフィシャルスポンサーとなっている。
- その他に横浜開港祭や地元茅ヶ崎のお祭り「湘南祭」、花火大会等、積極的に協賛を行っている。
- 茅ヶ崎のサッカークラブチーム「NPO法人カルペソール湘南スポーツクラブ」オフィシャルクラブパートナーズ
- 横浜DeNAベイスターズスポンサー、横浜スタジアムバックスクリーン時計下に看板を掲げる-2017年
- 2017.4.22 湘南ベルマーレVS大分トリニータ戦において「ランテックスペシャルデー」を開催
- 湘南ベルマーレサッカー教室"スーパーフットボールアカデミー湘南小僧"を開催
- 2017年12月”スーパーフットボールアカデミー湘南小僧”に特別コーチとして湘南ベルマーレ監督、曹貴裁監督を招き開催した[1]。